# Hordó (település)

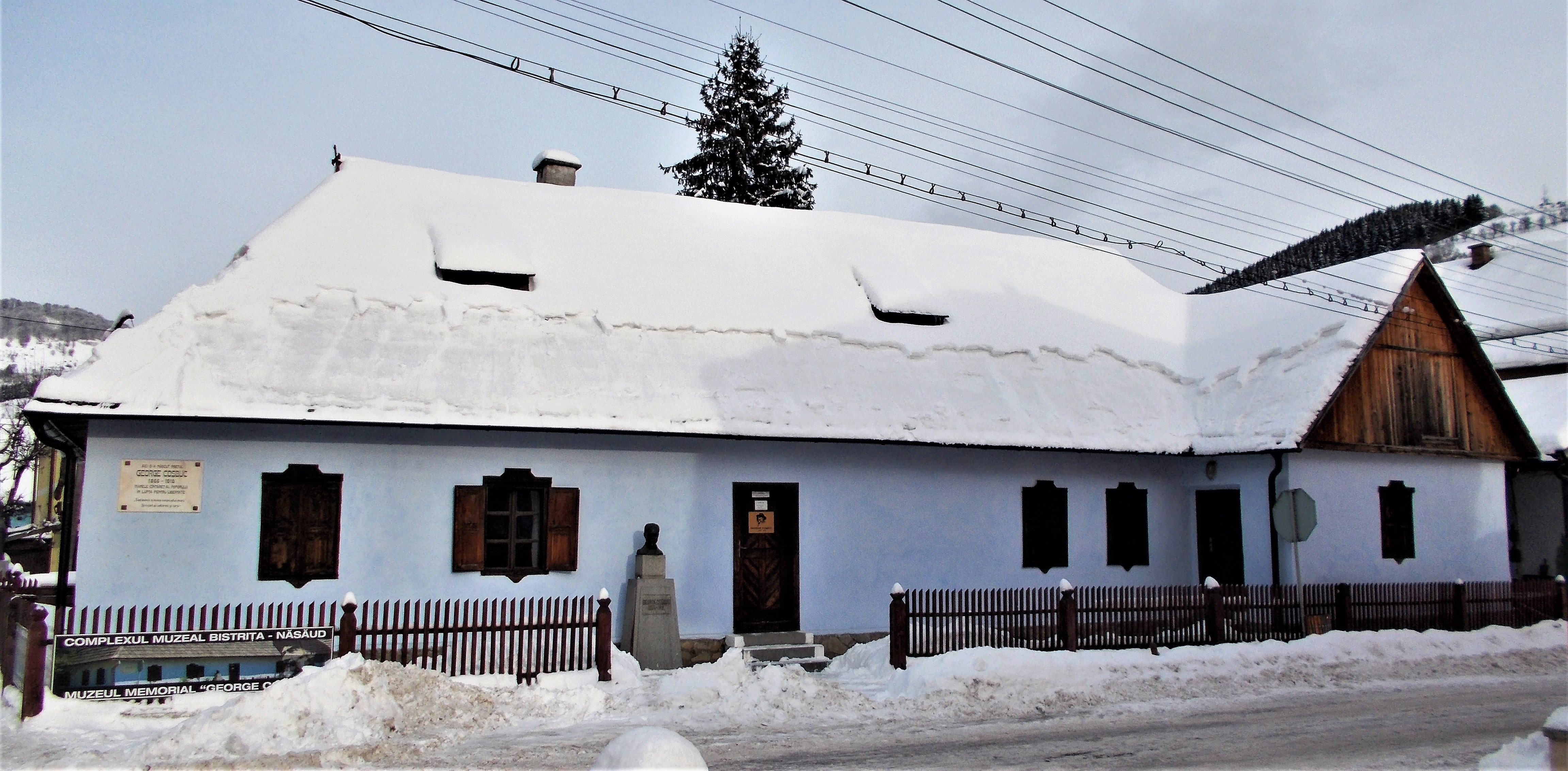
A Coșbuc-emlékház

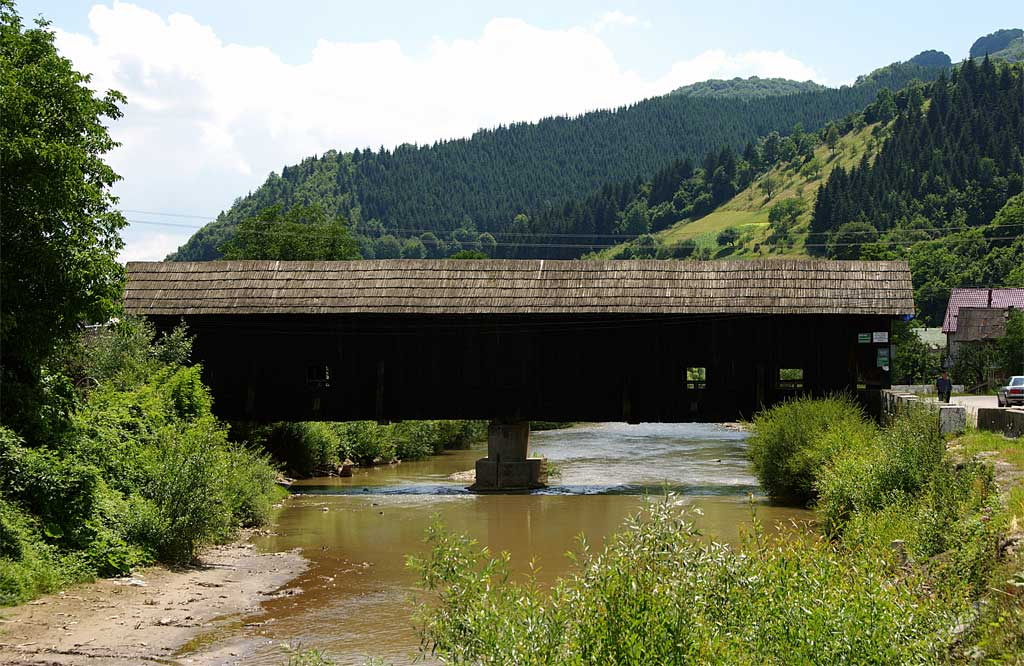
A granicsár fahíd a Szalócán

Hordó (románul: Coșbuc, 1925-ig Hordău) falu Romániában, Erdélyben, Beszterce-Naszód megyében.

## Fekvése
A Szalóca mentén, Naszódtól 10 kilométerre északra fekszik.

## Nevének eredete
Neve Kiss Lajos szerint nem a ma is élő, hanem egy 'erdőóvó' jelentésű ómagyar hordó szóból származik. A vidék román nyelvjárásában ugyanakkor szintén létezett egy 'erdész' jelentésű hardău szó (ugyancsak az egykori magyar erdőóvó szóból). Románul nagy szülöttéről, George Coșbuc költőről nevezték el. Először 1391-ben Hordowkuth, majd 1529-ben Ordo, 1698-ban pedig Hordó alakban említették.

## Története
Beszterce város román jobbágyfalva volt. 1698-ban nyolc, 1713-ban tizenöt családját számolták össze, akik közül kilencnek Maroșan volt a családneve (ez 'máramarosi'-t jelent). 1762 és 1851 között a naszódi második román határőrezredhez tartozott.
A 20. században Czakó Lajos parkettagyárat üzemeltetett a helységben. 1946-ban lett községközpont, 2004-ig hozzátartozott Bükkös falu is, ekkor ákerült át Telcs községhez. 1949-ben fejezték be a rajta áthaladó vasútvonal építését.

## Népessége
- 1850-ben 522 lakosából 516 volt román nemzetiségű; 516 görögkatolikus vallású.
- 2002-ben 2011 lakosából 2010 volt román nemzetiségű; 1852 ortodox és 133 pünkösdista vallású.

## Látnivalók
- Coșbuc szülőháza emlékmúzeum.
- A Szalócán egy eredeti formájában a 18. századból való fedett fahíd.

## Híres emberek
- Itt született 1860. szeptember 20-án George Coșbuc költő.

## Gazdasága
Faipar, textilipar.